# Lorenz Spengler
Lorenz Spengler (22 de septiembre de 1720 - 20 de diciembre de 1807) fue un entomólogo, escultor, naturalista y malacólogo danés.
Nacido en Schaffhausen, Suiza, llegó a Copenhague en 1743 y se convirtió en tutor de Cristián VI de Dinamarca y más tarde de Federico V de Dinamarca en el arte del giro. Desde 1771 fue jefe de la Royal Art Chamber (Det Kongelige Kunstkammer), cargo que ocupó hasta su muerte en 1807. Entre sus obras se encuentra "Beskrivelse og Oplysning over den hindindtil lidet udarbeidede Sloegt af mangeskallede Konchylier som Linnaeus har kaldet Lepas med tilfoiede nye og ubeskrevne Arter", un tratado sobre moluscos sin cáscara que incluye muchas descripciones nuevas de especies, de las cuales seis taxones aún son válidos. Spengler mantuvo una colección personal de historia natural, ahora conocido como el Museo Spengleriano.
Spengler es conmemorado con el nombre científico de una especie de tortuga del sudeste asiático, Geoemyda spengleri.